# L'Étoile, Somme
L'Étoile är en kommun i departementet Somme i regionen Hauts-de-France i norra Frankrike. Kommunen ligger i kantonen Picquigny som tillhör arrondissementet Amiens. År 2022 hade L'Étoile 1 142 invånare.

## Befolkningsutveckling
Antalet invånare i kommunen L'Étoile
| Referens: INSEE |